# Росица (концлагер)
Вижте пояснителната страница за други значения на Росица.
„Росица“ е концентрационен лагер създаден в зоната на язовир Росица (днес язовир „Александър Стамболийски“) в близост до едноименното село.
Според доклад от април 1945 г. написан от Желязко Троев, инспектор от Държавна сигурност, завеждащ трудово-изправителните селища (ТВО), отправен до тогавашния министър на вътрешните работи Антон Югов се съдържа информация за организирането на едни от първите трудови лагери след деветосептемврийския преврат – „Росица“ и успоредно с него подобния лагер край град Дупница.
В лагера край Дупница е предвидено да бъдат въдворени около 1800 лагеристи от Софийска, Пловдивска, Плевенска и Горно-Джумайска области, които да работят на железопътната линия Дупница – Бобов дол. Респективно в лагер „Росица“ да бъдат интернирани около 1500 души от Старозагорска, Бургаска, Варненска, Русенска и Врачанска области.
Устройството и правилата на тези общежития за „превъзпитание“ на противниците на комунистическия режим в сравнение с този на остров Белене са сравнително меки. Работи се на пет дневна работна седмица с осем часов работен ден с десет минутна почивка на всеки отработен час. Лагерниците имат право на кореспонденция с близките си, както и на получаване на колети от тях – два пъти месечно. Затворническият хранителен порцион е като на работниците на свободна практика.
Затворническият труд обаче не се заплаща и средствата са усвоявани за да  поемат разходите за храна и издръжка на лагеристите и охраната от милицията. Работата е свързвана с благоустройството за лагера край Дупница и това на обработката на земеделските земи на лагера „Росица“.